# Мутинська волость
Мутинська волость — історична адміністративно-територіальна одиниця Кролевецького повіту Чернігівської губернії з центром у селі Мутин.
Станом на 1885 рік складалася з 17 поселень, 20 сільських громад. Населення — 8755 осіб (4240 чоловічої статі та 4515 — жіночої), 1385 дворових господарств.
|                     | Площа, десятин | У тому числі орної, дес. |
| ------------------- | -------------- | ------------------------ |
| Сільських громад    | 11398          | 6996                     |
| Приватної власності | 4914           | 2027                     |
| Казенної власності  | 141            | 68                       |
| Іншої власності     | 87             | 51                       |
| Загалом             | 17634          | 9091                     |

Найбільші поселення волості на 1885 рік:
- Мутин — колишнє державне село при річках Сейм й Мутинка за 20 верст від повітового міста, 2673 особи, 467 дворів, православна церква, школа, школа, 6 постоялих будинків, 5 лавок, щорічний ярмарок. За 7 верст — винокурний завод.
- Божок — колишнє державне й власницьке село при річці Божок, 1285 осіб, 222 двори, православна церква, 2 постоялих будинки, лавка, поташний завод.
- Камінь  — колишнє державне й власницьке село при річці Сейм, 1210 осіб, 170 дворів, православна церква, 3 постоялих будинки, лавка, водяний млин, крупорушка.
- Локня — колишнє державне й власницьке село при річці Локня, 1161 особа, 113 дворів, православна церква, школа, постоялий будинок, базари.
- Морозівка — колишнє державне й власницьке село при річці Локня, 273 особи, 42 двори, православна церква, постоялий будинок, водяний млин, винокурний завод.
- Погрібки — колишнє державне село при Середньому Ярі, 1138 осіб, 176 дворів, православна церква, постоялий будинок.

1899 року у волості налічувалось 7 сільських громад, населення зросло до 11 110 осіб (5521 чоловічої статі та 5589 — жіночої).